# Plœuc-sur-Lié
Plœuc-sur-Lié (tiếng Breton: Ploheg) là một xã của tỉnh Côtes-d’Armor, thuộc vùng Bretagne, tây bắc Pháp.

## Dân số
Người dân ở Plœuc-sur-Lié được gọi là Plœucois.